# 孙博华
孙博华（1963年12月—）是一位中国力学家。

## 生平
毕业于西安公路学院（今长安大学）和西安冶金建筑学院。南非科学院院士，南非开普半岛科技大学教授，曾任暨南大学国际学院首任院长，入选2010海外华人十大新闻人物。
1989年兰州大学理学博士学位。清华大学工程力学系博士后，荷兰代尔夫特理工大学航天工程学院研究员，德国波鸿大学洪堡学者。